# Gaál Alajos
Gaál Alajos (Ditró, 1889. augusztus 21. – Budapest, 1967. november 30.) erdélyi magyar szerkesztő, közíró. Gaál Endre öccse.

## Életpályája
A Székelyudvarhelyi Római Katolikus Főgimnáziumban érettségizett, orvosi diplomát a kolozsvári egyetemen szerzett. 1918-tól Gyergyóalfaluban járási, 1924-től Gyergyószentmiklóson körorvos. Mint a Székely Szó politikai hetilap szerkesztője (1925–30) a székelység gazdasági helyzetével és ügyeivel foglalkozott. Önállóan megjelent Jegyzetek Gyergyó gazdasági csődjéhez című tanulmányában feltárta a gyergyói székelység elszegényedésének okait és a felemelkedés útját az iparosításban jelölte meg. Novelláit, alkalmi színdarabjait a Keleti Újság, Erdélyi Szemle, Független Újság, Pásztortűz közölte. Dávid Istvánnal közösen szerzett Székely guzsalyos című daljátékát 1935-ben mutatta be a kolozsvári Magyar Színház a kék madár vonulat keretében.